# Chester Nimitz
Chester William Nimitz (Fredericksburg (Texas), 24 februari 1885 – Yerba Buena Island bij San Francisco (Californië), 20 februari 1966) was een Amerikaanse admiraal. Hij leidde de Amerikaanse vloot in de Stille Oceaan tijdens de Tweede Wereldoorlog, was hoofd van het Navy's Bureau of Navigation in 1939 en een autoriteit op gebied van onderzeeboten. De Nimitzklasse en USS Nimitz zijn naar hem vernoemd.

## Jeugd
Nimitz werd geboren als zoon van Chester B. Nimitz en Anna Henke. Zijn vader stierf nog voor hij werd geboren, waardoor hij sterk beïnvloed werd door zijn grootvader, Charles Nimitz, een ex-zeeman die bij de Duitse koopvaardijvloot had gevaren.
De jonge Nimitz hoopte les te krijgen aan de beroemde militaire academie van West Point om zo een officier in de landmacht te worden. Helaas waren er geen benoemingen beschikbaar. Een kennis van hem, James L. Slayden, zei hem echter dat er een benoeming beschikbaar was voor de marine, die zou geschonken worden aan de beste kandidaat.
Voor Nimitz was dat zijn enige kans op verder onderwijs, dus studeerde hij extra hard om de benoeming te halen. In 1901 werd hij toegelaten op de United States Naval Academy en in 1905 studeerde hij af, als zevende van een klas van 144.

## Carrière
Nimitz diende als officier in de zich ontwikkelende onderzeebootdienst. In de Eerste Wereldoorlog klom hij op tot Lieutenant Commander (Luitenant ter zee der 1e klasse) en in 1918 werd hij bevorderd tot Commander en benoemd tot Commander, Submarine Force U.S. Atlantic Fleet, COMSUBLANT. Commander-in-Chief, U.S. Fleet (CINCUS) admiraal Samuel Robinson nam hem na de oorlog mee als adjudant. Hij verloor een deel van zijn ringvinger tijdens een ongeluk met een dieselmotor en werd slechthorend door een ernstige oorontsteking. Hij compenseerde dit door zich als een uitstekend liplezer te ontwikkelen. In 1933 werd hij benoemd tot bevelhebber van de USS Augusta (CA-31), het vlaggenschip van de Pacific Fleet. Hij vervulde vervolgens vanaf 1935 staffuncties in Washington D.C. en werd in 1938 bevorderd tot rear admiral. In 1939 werd hij commandant van het Bureau of Navigation.

## Tweede Wereldoorlog

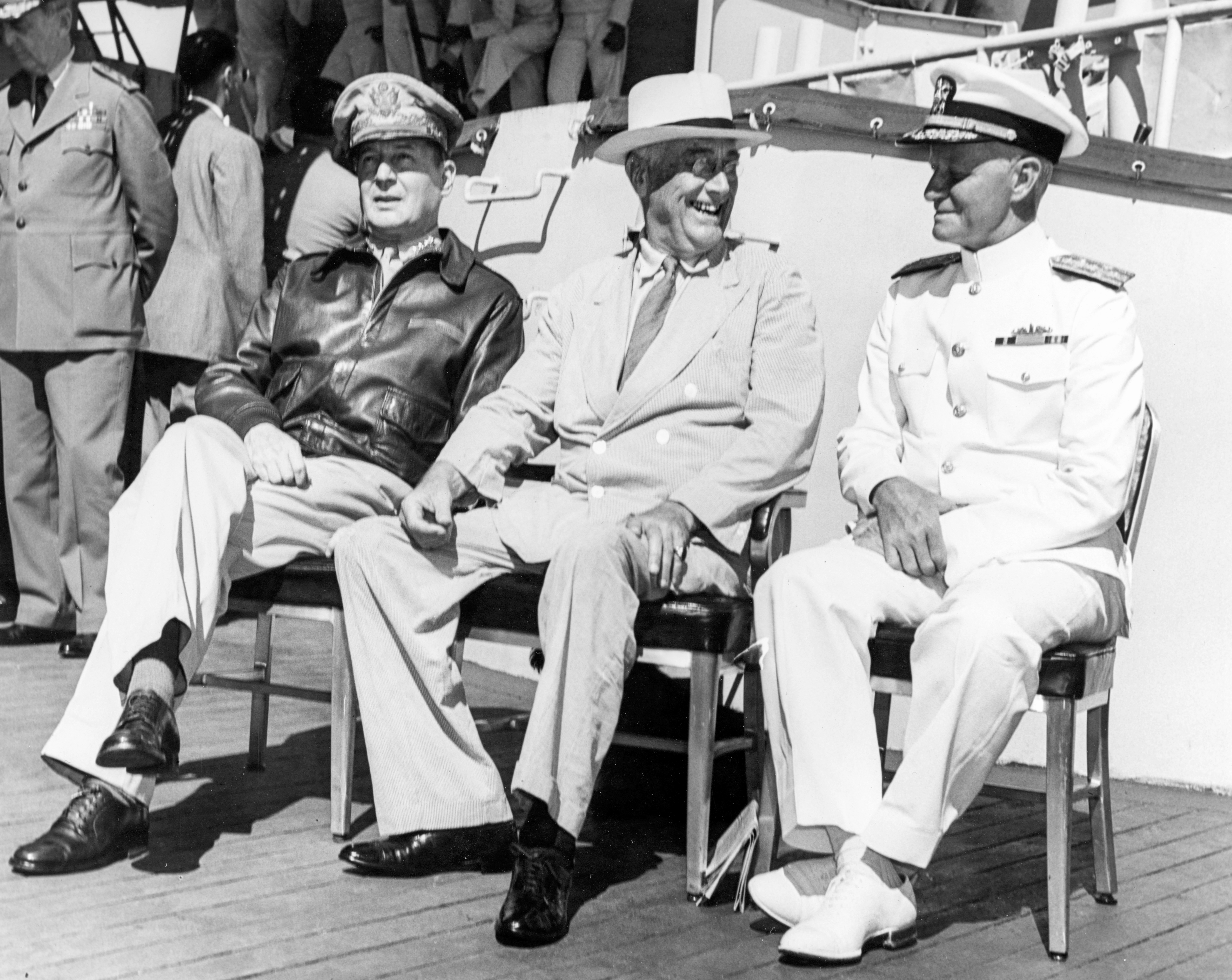
Generaal MacArthur, president Roosevelt en admiraal Nimitz in Pearl Harbour (juli 1944)

Op 1 januari 1942, onmiddellijk na de Japanse aanval op Pearl Harbor, werd Nimitz bevorderd tot admiraal en benoemd tot bevelhebber van de Amerikaanse Land- en Zeestrijdkrachten in de Stille Oceaan. Hij voerde het algemeen commando bij diverse succesvolle slagen zoals de Slag bij Midway, de Slag in de Koraalzee, de Salomonseilanden, de Gilberteilanden, Marshalleilanden en de Filipijnen, Iwo Jima en Okinawa.
De Japanse capitulatie werd getekend aan boord van zijn vlaggenschip de USS Missouri (BB-63) in de Baai van Tokio op 2 september 1945. In december van 1944 was hij inmiddels gepromoveerd tot Vlootadmiraal (Fleet Admiral). Na de oorlog diende hij als hoofd Marine-operaties en had in 1947 een aandeel in de veroordeling van Karl Dönitz als militair en niet als oorlogsmisdadiger. Nimitz droeg bij aan een betrekkelijke lichte straf voor Dönitz door te verklaren dat zijn eigen tactiek in de Stille Oceaan niet wezenlijk anders was geweest dan die van Dönitz in de Atlantische Oceaan, namelijk die van een onbeperkte duikbotenoorlog.
Chester Nimitz overleed op tachtigjarige leeftijd.

## Militaire loopbaan

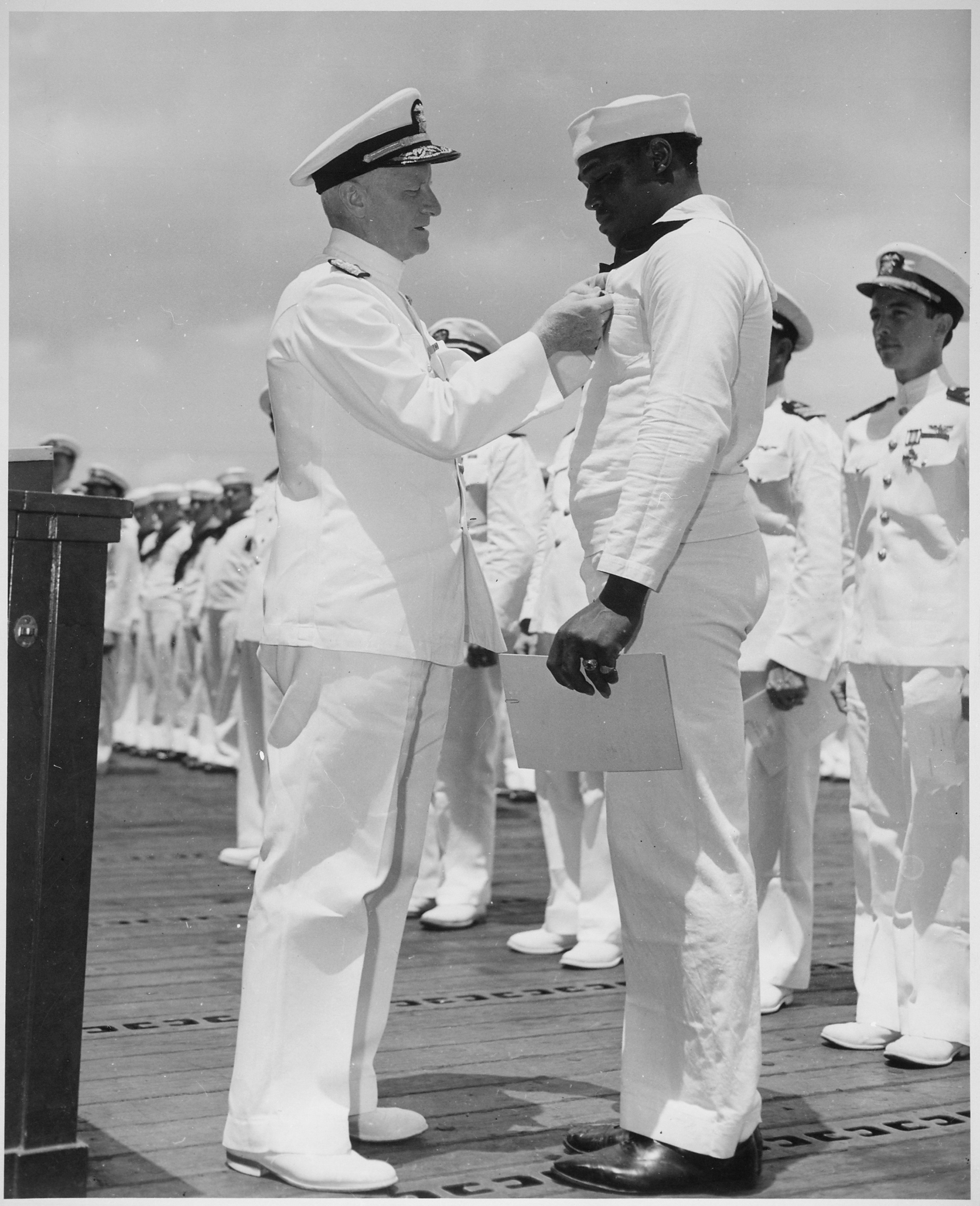
Nimitz speldt het Navy Cross op bij Doris Miller op 27 mei 1942.

- United States Naval Academy Midshipman: januari 1905[1]
- Ensign: 7 januari 1907
- Lieutenant, Junior Grade: 31 januari 1910
- Lieutenant: 31 januari 1910
- Lieutenant Commander: 29 augustus 1916
- Commander: 1 februari 1918
- Captain: 2 juni 1927 - 1928[1]
- Commodore: nooit gehouden
- Rear Admiral: 23 juni 1938
- Vice Admiral: nooit gehouden
- Admiral: 31 december 1941
- Fleet Admiral: 19 december 1944[2]

## Decoraties
- Submarine Enlisted badge
- Navy Distinguished Service Medal[3]
- Distinguished Service Medal (U.S. Army)[3]
- American Defense Service Medal[3]
- World War I Victory Medal (United States)[3]
- Silver Lifesaving Medal[3]
- Azië-Pacifische Oceaan Campagne Medaille[3]
- Amerikaanse Campagne Medaille
- World War II Victory Medal (United States)[3]
- Pacific Star
- Philippine Medal of Valor
- Grootkruis in de Orde van Carlos Manuel de Céspedes[3]
- Grootlint in de Orde van de Kostbare Drievoet[3]
- Eerste klasse in de Order of Abdon Calderón[3]
- Ridder Grootkruis in de Orde van het Bad[3]
- Oorlogskruis (België) met Palm[3]
- Ridder in de Orde van Verdienste voor de Marine
- Ridder Grootkruis in de Militaire Orde van Italië[3]
- Ridder Grootkruis in de Orde van Oranje-Nassau met Zwaarden[3]
- Grootkruis in de Orde van George I met Zwaarden[3]
- Grootofficier in het Legioen van Eer[3]
- Grootlint in de Kroonorde met Palm[3]
- Ridder in de Orde van de Bevrijder San Martin[3]